# San Jerónimo (Tacoronte)
San Jerónimo es una entidad de población perteneciente al municipio de Tacoronte, en la isla de Tenerife ―Canarias, España―.

## Geografía

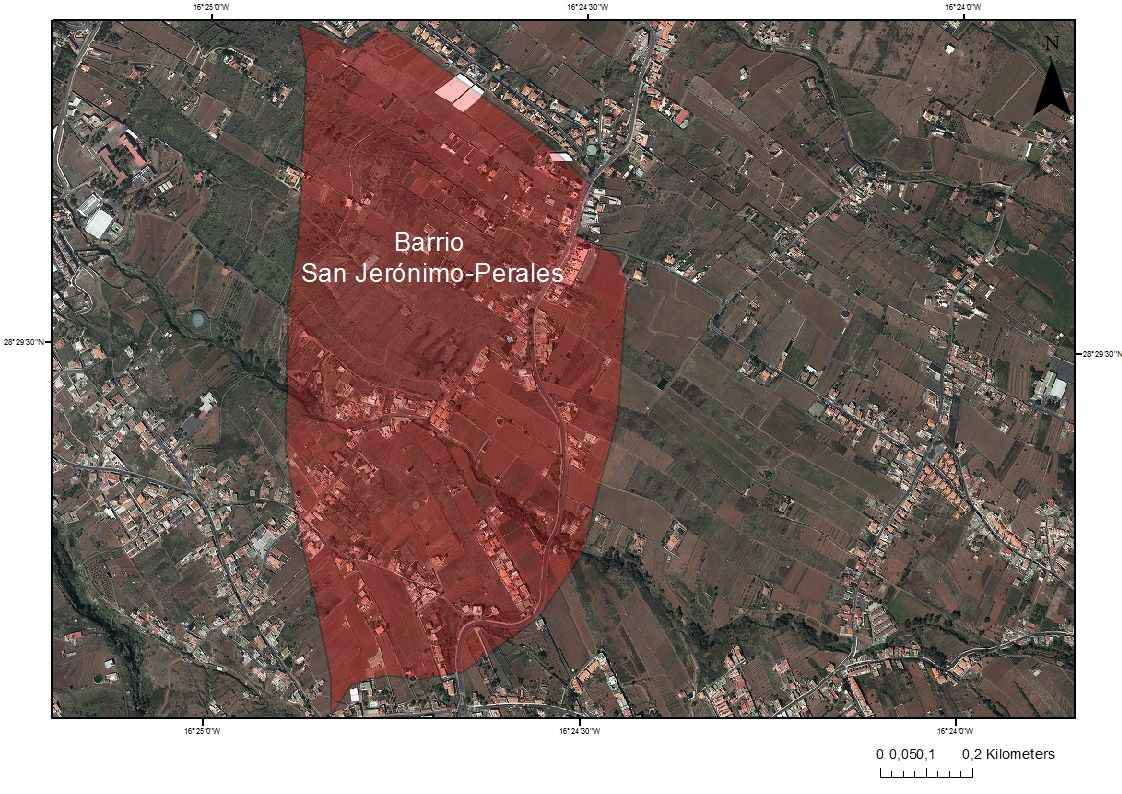
Mapa de localización del barrio de San Jerónimo

Se trata de un núcleo situado en la zona media-baja de Tacoronte, a apenas kilómetro y medio del centro municipal y a una altitud media de 410 m s. n. m. Se encuentra atravesado por el barranco de San Jerónimo.
Ocupa una zona de menos de 1 kilómetro cuadrado de superficie (0,835 km²), pero su silueta o perímetro es de casi 4 kilómetros, exactamente 3,987.
El barrio limita en el norte con el barrio de San Juan, por el noroeste con Mesa del Mar, por el oeste con Guayonje y su barranco, al suroeste con el barrio de Santa Catalina-Las Toscas. En el sur limita con Tacoronte capital, con cuyo centro urbano está separado unos centenares de metros, mientras que al este se halla Lomo Colorado.
Cuenta con una ermita dedicada a san Jerónimo, una cancha deportiva, un local social de titularidad municipal, una plaza pública con un parque infantil, así como distintos establecimientos comerciales y servicios de proximidad, la mayor parte localizados en el entorno de la carretera general que comunica Tacoronte con Valle de Guerra y Tejina.
San Jerónimo se encuentra entre el sector costero y la zona de medianías bajas, por lo que su clima es bastante agradable durante buena parte del año, en el dominio del bosque termófilo, de ahí el predominio de especies como la palma canaria, el drago, el hediondo, etc.[cita requerida]

## Historia
El barrio de San Jerónimo surge en la segunda mitad del siglo xvii, debido al crecimiento poblacional de Tacoronte, que comienza a producirse una vez construida la ermita de santa Catalina, donde se estableció el primer núcleo del pueblo. En el año 1629 Tacoronte alcanzaba los 1.500 habitantes. La población de Tacoronte comienza a asentarse en torno a las principales vías de comunicación: una de las más importantes era el camino de Los Perales, ya que comunicaba Tacoronte con Valle de Guerra. De esta forma, la población de Tacoronte se va dispersando, construyéndose las haciendas o casas de labor donde recibieron datas los primeros colonos.

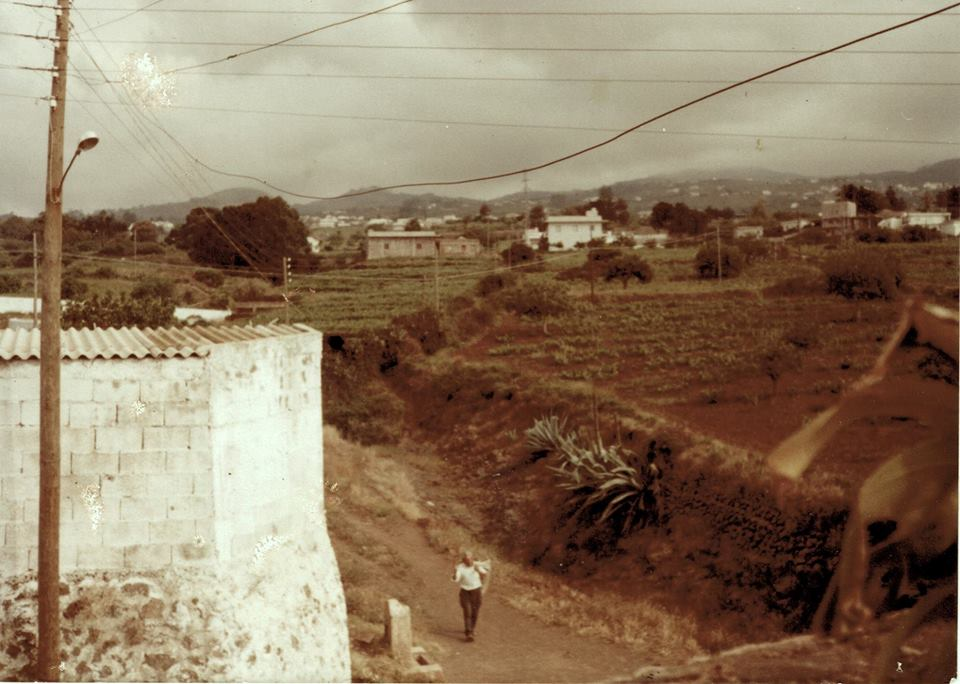
Barranco de San Jerónimo, principios de la década de 1980. Fotografía cedida por Isabel Hernández.

El aumento poblacional y los nuevos asentamientos van formando caseríos en diversos puntos del municipio. En esta época, debido a los medios precarios de comunicación y la lejanía de las iglesias parroquiales, era habitual que, donde hubiera un núcleo de población importante, la vecindad erigiese su ermita. Este fue el caso de Tacoronte, donde se edificaron las diferentes ermitas para que los habitantes más alejados a la iglesia de santa Catalina pudieran satisfacer sus necesidades religiosas. De esta forma, la vecindad de las zonas más alejadas del pueblo no tenía que atravesar los cauces de los barrancos para llegar a Santa Catalina. Estas ermitas edificadas en la periferia de Tacoronte dieron lugar a los distintos barrios, entre ellos el de San Jerónimo, en cuyo origen se denominaba barrio de Los Perales, por el antiguo camino que cruzaba el área de influencia de San Jerónimo y San Juan hasta Valle de Guerra.
El barrio de San Jerónimo funda su ermita en el año 1649, en el camino de Los Perales, junto al barranco de San Jerónimo. En la lápida que se conserva en su altar mayor se puede leer: «Esta Hermita mandó hacer Oliveros de Romelet y Doña Isabel de Bolineau, su mujer, el año de 1654». Muy pocos datos aparecen sobre este matrimonio francés, ni el porqué de su presencia en Tacoronte, pero es evidente que contribuyeron al desarrollo de este pago vecinal, puesto que, con la construcción de una de las ermitas más representativas del pueblo, San Jerónimo se convierte en uno de los barrios de mayor entidad del municipio hasta bien entrado el siglo xx.

## Demografía
El primer padrón municipal de Tacoronte que incluye la distribución de la población por áreas data del año 1843. En él se establece una población total de 3.154 habitantes, de los cuales 649 vivían en Los Perales. En el año 1850, se configura una relación de los barrios más populosos de Tacoronte, en función de la cantidad de vecinos o familias, siendo Los Perales el segundo barrio del municipio con mayor cantidad de población (95 familias), superado únicamente por El Cantillo, con 116 familias. El total de familias en Tacoronte ascendía a 773.
En 1868, el Padrón de Habitantes de Tacoronte registra un total de 3.667 personas en el municipio. Los Perales continúa siendo uno de los mayores núcleos de población, pero se produce un descenso con respecto al año 1850, con 68 familias. Este Padrón incluye una división del municipio en grandes zonas poblacionales. Según estos datos comparativos, el 21% de la población de Tacoronte se concentraba en la medianía baja: Guayonje, Perales, San Juan y el entorno de la costa. Otro 21% se agrupaba en la zona de Lomo Colorado, mientras que el 30% lo hacía en lo que se consideraba el centro del municipio: Santa Catalina, Calle Calvario, El Cantillo y Waque. El 28% restante se asentaba en la medianía alta, en los alrededores de la Carretera Provincial y en El Marañón.

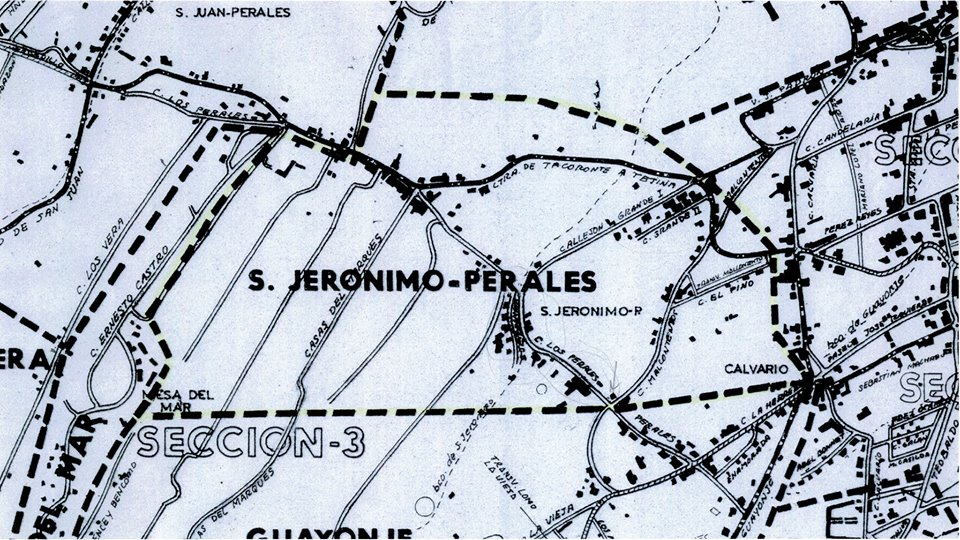
Límites de la entidad de población San Jerónimo - Los Perales

En 1870, el censo electoral dividía el municipio de Tacoronte en dos distritos, figurando en las listas cada calle con su número de votantes. Según este censo, había 717 ciudadanos con derecho a voto en el municipio. Entre las calles más importantes en función de la cantidad de votantes se encontraba Los Perales, con 63 electores, superada solamente por la Calle Real del Calvario con 73 electores y la Carretera Provincial con 69 votantes. En 1876, el número de electores de Los Perales asciende a 67, por lo que continúa siendo uno de los núcleos de población más importantes del municipio.
En el censo electoral del año 1887 se mantiene la división del municipio en dos distritos, constituyendo San Jerónimo una de las zonas por las que se trazaba el límite entre uno y otro. El primer distrito incluía Los Perales desde el Callejón Grande hacia el Naciente (de San Jerónimo al Valle) y contaba con 2.671 residentes. El segundo distrito comprendía Los Perales desde el Callejón Grande hacia el Poniente (hasta San Jerónimo), contando con 1.367 residentes. El primer distrito contaba con dos colegios electorales, mientras que el segundo distrito tenía un colegio único.
La actual población de San Jerónimo está formada por 548 habitantes, según el Padrón Municipal de Habitantes de 2022, de los que 266 son hombres y 282 son mujeres. La localidad ha perdido en lo que va de siglo alrededor de la sexta parte de su población, 98 efectivos aproximadamente entre 2001 y 2022. Dos quintas partes de sus habitantes ha nacido en el municipio de Tacoronte en 2022 (42,3%), el 38,9% en otro municipio de la isla de Tenerife, y el resto de personas residentes, 18,8%, se reparte entre las personas nacidas en otras islas del Archipiélago, otras comunidades autónomas españolas o algún país extranjero (este último grupo de procedencias suma 43 habitantes).
| Año        | 2000 | 2001 | 2002 | 2003 | 2004 | 2005 | 2006 | 2007 | 2008 | 2009 | 2010 | 2011 | 2012 | 2013 | 2014 | 2015 | 2016 | 2017 | 2018 | 2019 | 2020 | 2021 | 2022 |
| ---------- | ---- | ---- | ---- | ---- | ---- | ---- | ---- | ---- | ---- | ---- | ---- | ---- | ---- | ---- | ---- | ---- | ---- | ---- | ---- | ---- | ---- | ---- | ---- |
| Habitantes | 622  | 646  | 662  | 503  | 507  | 515  | 506  | 512  | 530  | 526  | 525  | 554  | 554  | 559  | 519  | 512  | 514  | 500  | 511  | 515  | 531  | 546  | 548  |

## Economía
San Jerónimo es un núcleo agrícola y residencial, con tierras dedicadas a la viña principalmente.
En el siglo XVII, San Jerónimo era uno de los mayores núcleos de producción de cereal de Tacoronte, junto con otras localidades de las medianías bajas del municipio, como es el caso de San Juan y Guayonje.

En mayo de 1686, los vecinos de Tacoronte hablan de una cosecha abundante, con referencia inequívoca a los cereales. Esta observación nos puede servir para valorar que el producto más importante del agro en el pueblo es el trigo. Ya por el mes de mayo comienza la siega en la fajana semicostera del pueblo (llanos de Guayonje, San Jerónimo y San Juan Perales), que son tierras de recolección temprana. Se sobreentiende que el cereal predomina con respecto a los viñedos, que apenas se mencionan en todo el siglo XVII, por lo que cabe suponer que el vino juega un papel secundario, más bien de autoconsumo doméstico.

A comienzos del siglo XIX, el agricultor de Tacoronte prueba con un nuevo cultivo: la cochinilla, insecto que parasita en la tunera y que es introducido en Canarias en 1826. Este insecto era recolectado y secado en hornos preparados para tal fin. En Tacoronte hubo varias haciendas con hornos para secar este insecto tintóreo, una de las cuales se encuentra en San Jerónimo, propiedad de Don Servando Duarte Torres.
A finales del siglo XIX, el comercio en Tacoronte comienza a experimentar un notable incremento, contando con 36 establecimientos y 16 carros, según el censo de 1889. De estos 36 negocios, cuatro estaban localizados en la Calle de Los Perales, constituyendo el Barrio de San Jerónimo una de las zonas de mayor actividad comercial del municipio, junto con la Carretera Provincial (la actual Carretera General del Norte) y la Calle del Calvario. Los cuatro negocios de la Calle de Los Perales eran tabernas, cuyos titulares eran Cándido Lugo Torres, Bonifacio de Noda, Matías Fernández Hernández y Alfredo Pérez. Ya en los años 40 del siglo XX, aparecen otros tipos de negocios en la Calle de Los Perales, como la barbería de Juanillo, hoy de Paco.

## Cultura

### Fiestas
La celebración del Santo del Agua, como también se conocía popularmente a San Jerónimo, consta en el cuadrante de misas de Santa Catalina a partir de 1667, en cuyo año figuran como mayordomos de la ermita los ya mencionados Romelet y su esposa Isabel.

La fiesta que se celebraba en honor de San Jerónimo, al que llamaban popularmente "santo del agua", constituye un eslabón costumbrista y tradicional que en origen debió surgir una vez erigida la ermita. Era condición imprescindible que los chavocos se llenaran con las primeras aguas otoñales para llevar a cabo el festejo. Se reunían en torno a los grandes charcos cerca del barranco, representando obras teatrales y otras diversiones, destacando el arco que levantaban y aderezaban con frutas, panecillos de turrón y otras cosas, además de la llamada "torta del medio" como producto más codiciado. El reparto del arco era el número más esperado por todas las personas participantes: un individuo se encaramaba a lo alto y arrojaba con simulación y gestos engañosos los objetos que recogían los más habilidosos, y al final, la preciada torta del medio iba a parar a uno de los chavocos, donde los mozalbetes se la disputaban con alborozo y a riesgo de empaparse la ropa.

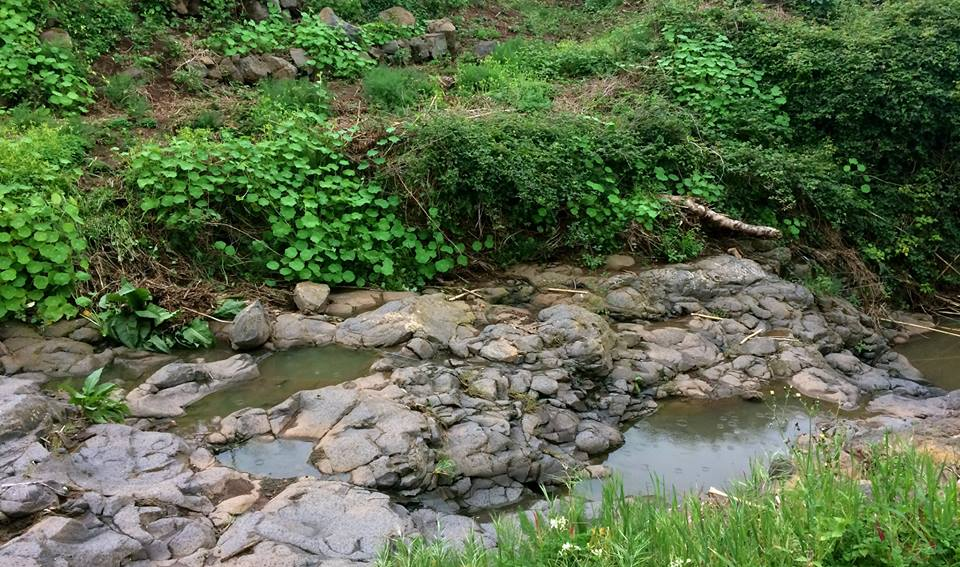
Chabocos en el Barranco de San Jerónimo

La aparición de las primeras lluvias se consideraba como una señal de abundancia y premonición de buena cosecha, dada la importancia del medio agrario en aquellos tiempos. La tradición del festejo se ha perdido, aunque el reparto del arco se conserva y se sigue fomentando actualmente en la fiesta de San Juan, en el barrio de este nombre.

## Comunicaciones
Se llega al barrio principalmente a través de la carretera Tacoronte-Tejina TF-16 y desde la calle de La Herrería que comunica el barrio de Guayonje con la zona de El Calvario y el parque Hamilton.

### Transporte público
En autobús —guagua— queda conectado mediante las siguientes líneas de TITSA: 
| Línea | Trayecto                                            | Recorrido     |
| ----- | --------------------------------------------------- | ------------- |
| 021   | Tacoronte - Santa Catalina - Playa Mesa del Mar     | Horario/Línea |
| 051   | Circular La Laguna - Tejina - Tacoronte - La Laguna | Horario/Línea |
| 057   | Circular La Laguna - Tejina - Tacoronte - La Laguna | Horario/Línea |

## Lugares de interés patrimonial

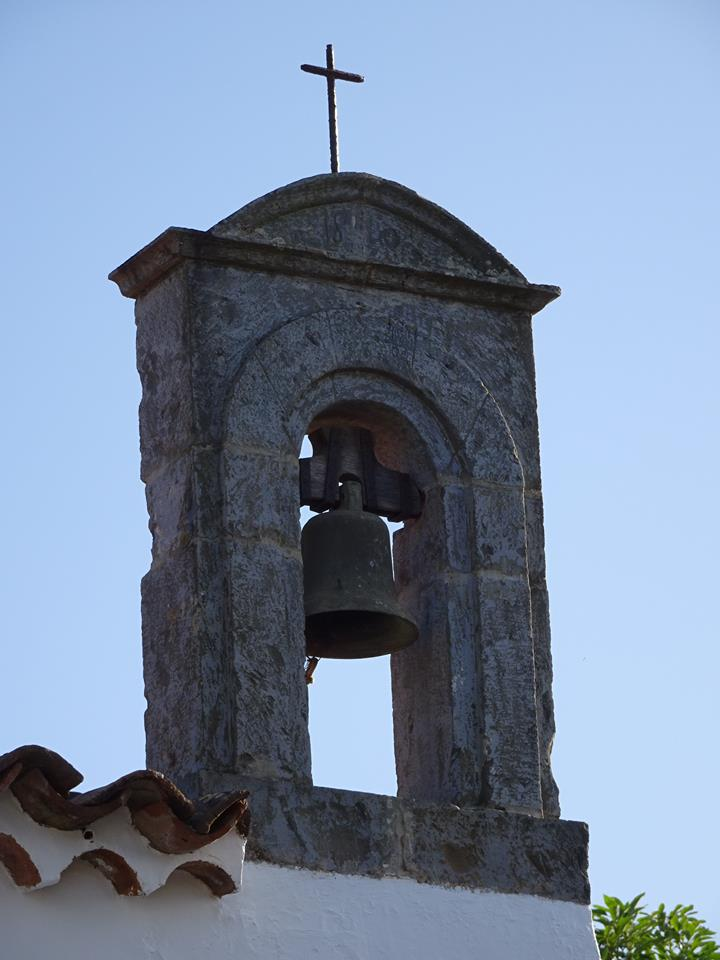
Ermita de San Jerónimo

### Ermita de San Jerónimo
Se trata de una edificación religiosa construida bajo la advocación de San Jerónimo en el año 1654. Este tipo de pequeñas ermitas nacen en los barrios por la necesidad de sus habitantes de tener un lugar en el que realizar sus obligaciones religiosas sin necesidad de trasladarse al casco urbano, más alejado de sus viviendas. 
Construida en su configuración actual por iniciativa de Oliveros de Romelet e Isabel de Bolineau. Así lo constata la lápida que hay en el altar: "ESTA ERMITA MANDO HACER OLIVEROS DE ROMELET Y DÑA. ISABEL DE BOLINEAU, SU MUJER, EL AÑO DE 1654". Según informantes locales y algunas fuentes, el matrimonio está enterrado ahí. 
Se cree que anteriormente existió otra ermita o capilla sobre la que fue construida la actual edificación y en la que ya se celebraba la festividad de San Jerónimo. 
En cuanto al análisis formal, la disposición de la planta de la iglesia es rectangular, contando con unas medidas de 12 x 6 m. Está ubicada perpendicular a la plaza del Barrio, con unaa sacristía adosada a la derecha del altar mayor, disposición que puede apreciarse desde el exterior. 
Los muros son de mampostería encalada con las esquinas de la fachada forradas de cemento. Posee una puerta central principal de madera, al modo de a arquitectura tradicional canaria. Esta tiene dos hojas decoradas a base de cuarterones rectangulares siguiendo la fórmula 3/2 y rematada por un panel de madera fijo, también decorado con cuarterones rectangulares sencillos. 
La puerta tiene un arco de medio punto y el paramento se prolonga en forma de triángulo (dando lugar a un tímpano) con un campanil de cantería en el ángulo derecho. Las fachadas laterales tienen dos ventanillos altos. Culmina la pequeña construcción con una cubierta de teja árabe a cuatro aguas en la edificación de la iglesia propiamente dicha, y a un agua en el anexo lateral (la sacristía). Tiene un interior modesto, con una única nave cubierta con un artesonado regular de lacería sencilla y tirantes que soportan el empuje de los muros. También observamos decoración geométrica sencilla en el harneruelo.
Uno de los hitos más importantes para la ermita fue su declaración como Bien de Interés Cultural. El Real Decreto 3047/80 de 12 de octubre de 1980, publicado en el BOE nº 28 de 02/02/1981 declara el Casco de Tacoronte Conjunto Histórico, incluyendo dentro de este una serie de islotes aislados del centro del municipio. Uno de ellos es la Ermita de San Jerónimo. 
En el año 2000 los vecinos alertan del mal estado de templo, que presentaba un deterioro importante y necesidad de una restauración urgente. Esta intervención, concluida en 2004, ha permitido que el recinto recupere su semblanza histórica, tradicional y artística. En concreto, las reformas afectaron a la carpintería, retablo, púlpito, techos, cubierta (reconstruida por completo), pavimentos, fachada y acondicionamiento de red eléctrica, agua y saneamiento. 
Su interior alberga patrimonio mueble a tener en cuenta por su gran valor histórico:
- Altar mayor. El altar está respaldado por un pequeño retablo que recorta, sobre el fondo de la pared blanca, las siluetas de hojarasca barroca. Dos estípites y un entablamento enmarcan un nicho central, donde se halla el Santo Titular de la ermita

- Imagen de San Jerónimo. Es una talla mediana teniendo en cuenta la posición de rodillas. Mide 60 centímetros de alto. La mirada fija en el cielo, el rostro surcado por las lágrimas y el pecho agarra el pedrusco con que se golpea el pecho, mientras la izquierda sostiene un crucifijo, cuyo estilo decimonónico no conjuga con la expresividad dieciochesca de la imagen.

- Imagen de San José. Se trata de una pequeña imagen de 22 centímetros muy repintada. Escuela local.

- Imagen de San Rafael. Igual podría decirse de esta imagen de San Rafael, que tiene la misma cartela coincidiendo 40 días de indulgencias.

- Cuadro de San Judas Tadeo. Avanza apoyando su mano derecha sobre la alabarda a modo de cayado, su mirada expresa el término de sus aspiraciones en la parte baja lleva el nombre del apóstol.

- Cuadro de San Simón. Viste manto y túnica; se inclina para leer un libro que sostiene en la mano izquierda.

- Cuadro de la Degollación de San Juan Bautista. Muy deteriorado. Es un cuadro narrativo de carácter local.

- Cuadro de los Ángeles. A los lados del altar hay dos cuadros que miden 1,78 de alto x 1,00 de ancho. El de la derecha muestra una llave, y el de la izquierda, una rama de olivo.

- Grabado de la Virgen. Se guarda en la sacristía; representa a la Santísima Virgen entregando un rosario a Sto. Domingo.

- Cáliz de plata. Pertenece a la primera mitad del siglo XVIII. El astil, compuesto de superposición de arandelas, tiene un nudo de jarrón ochavado.

- Pila de agua bendita. El cuerpo de la vasija descansa sobre pie de base cuadrada y recorrido, verticalmente, por surcos rehundidos. En la parte superior rodeada con arquillos ciegos y un relieve de bola central.

- Púlpito. Adosado a la pared del evangelio, el púlpito, ochavado, tiene características del siglo XVIII, aunque este tipo de balaustres y cuarterones se va repitiendo después en la isla.

- Comulgatorio. Es interesante este comulgatorio de plata que separa el recinto del altar mayor del resto de la nave. Sigue la tradición de las piezas de madera forradas con chapas de plata repujada, según los diseños de los orfebres laguneros del siglo XVIII.

- Silla y cerrojo. No son muchos los objetos de valor que encontramos en la ermita, pero no dejaremos de señalar una silla, según los diseños del siglo XVIII con las patas rematadas en garras de águila y anagrama en el respaldo. Por último, reseñaremos el cerrojo que quizás sea de la época de la construcción de la ermita.

### Haciendas
San Jerónimo destaca por el mantenimiento a través del tiempo de una significativa actividad agropecuaria, que ha dejado un importante testimonio en su paisaje en forma de haciendas o fincas propiedad de familias de relevancia. Aunque algunas presentan un estado de avanzando abandono, (como es el caso de la conocida como Finca de Don Lucio o la Finca de Quesada) otras han mantenido bastante bien conservada su fisonomía y el propio espacio agrícola circundante, como la Finca Arce (actual alojamiento rural).

#### Finca de Don Lucio

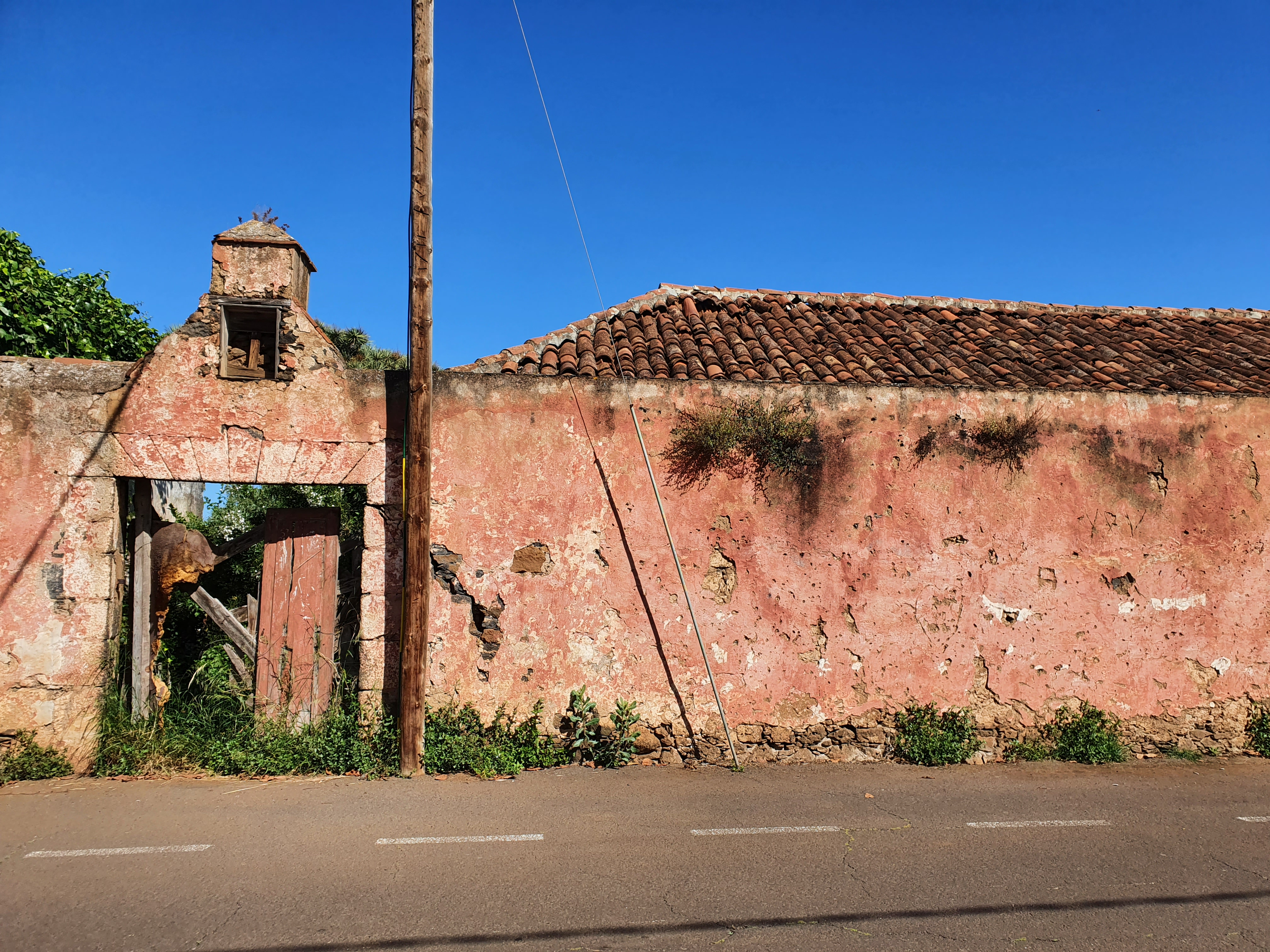
Vista exterior de la Finca de Don Lucio

Según informantes locales, esta era la casa de veraneo de un matrimonio que, durante el año, vivía en La Orotava o Valle de Guerra. Cuando ellos no la habitaban, estaba atendida por medianeros que vivían en San Jerónimo y personas de confianza del matrimonio. Se trata de un conjunto aislado de cuerpos adosados de estilo tradicional rústico. La distribución de estos cuerpos es irregular, en torno a un gran patio central. Tiene una cubierta principal a cuatro aguas de teja árabe. Los cuerpos presentan diferentes alturas, huecos laterales y traseros.   La tipología edificatoria es de una sola planta, rectangular, perpendicular a la vía, con adosado perpendicular en fachada y trasero en prolongación. Tiene un cuerpo auxiliar aislado, en una esquina de la parcela, también de planta rectangular y paralelo a la vía.  La fachada presenta una distribución irregular de huecos, con una portada lateral en nuevo cerramiento, con remate triangular con hornacina. Este elemento nos recuerda a las almenas, propias de la arquitectura militar, símbolo de poder y de fuerza que las familias utilizaban para manifestar su posición social privilegiada.   Al exterior, podemos apreciar algunos detalles constructivos, como la realización de sus muros exteriores combinando ladrillos dispuestos en par e hilera con argamasa, con piedras irregulares a modo de refuerzo en zonas estratégicas, como las esquinas o portadas.Su sistema estructural es a base de muros de carga y estructura de cubierta de madera de par y nudillo, a cuatro aguas el cuerpo principal y a dos y un agua los adosados laterales y traseros. Todos con teja árabe. La cubierta se ha derrumbado en algunas partes de la edificación.  El sistema constructivo es a base de muros de tapial con revoco liso a la cal y carpintería de madera tradicional. En la actualidad, algunas ventanas aparecen tapadas con modernos bloques de piedra para impedir el acceso al interior. Se conservan algunos vestigios de madera en ventanas y puertas, elaboradas al estilo tradicional canario: con ventanas de guillotina.  Al interior, observamos que las dependencias se distribuyen en torno a un patio central en forma de L. El lugar también poseía caballerizas, una gran bodega, lagar, era, aljibe para proveerse de agua sin necesidad de ir a los chorros, etc. La Finca de Don Lucio, al igual que la Iglesia de San Jerónimo, fue declarada como uno de los "islotes" de interés patrimonial con el Real Decreto 3047/80 de 12 de octubre de 1980, publicado en el BOE nº 28 de 02/02/1981 que declaró el Casco de Tacoronte Conjunto Histórico.

#### Finca de Arce

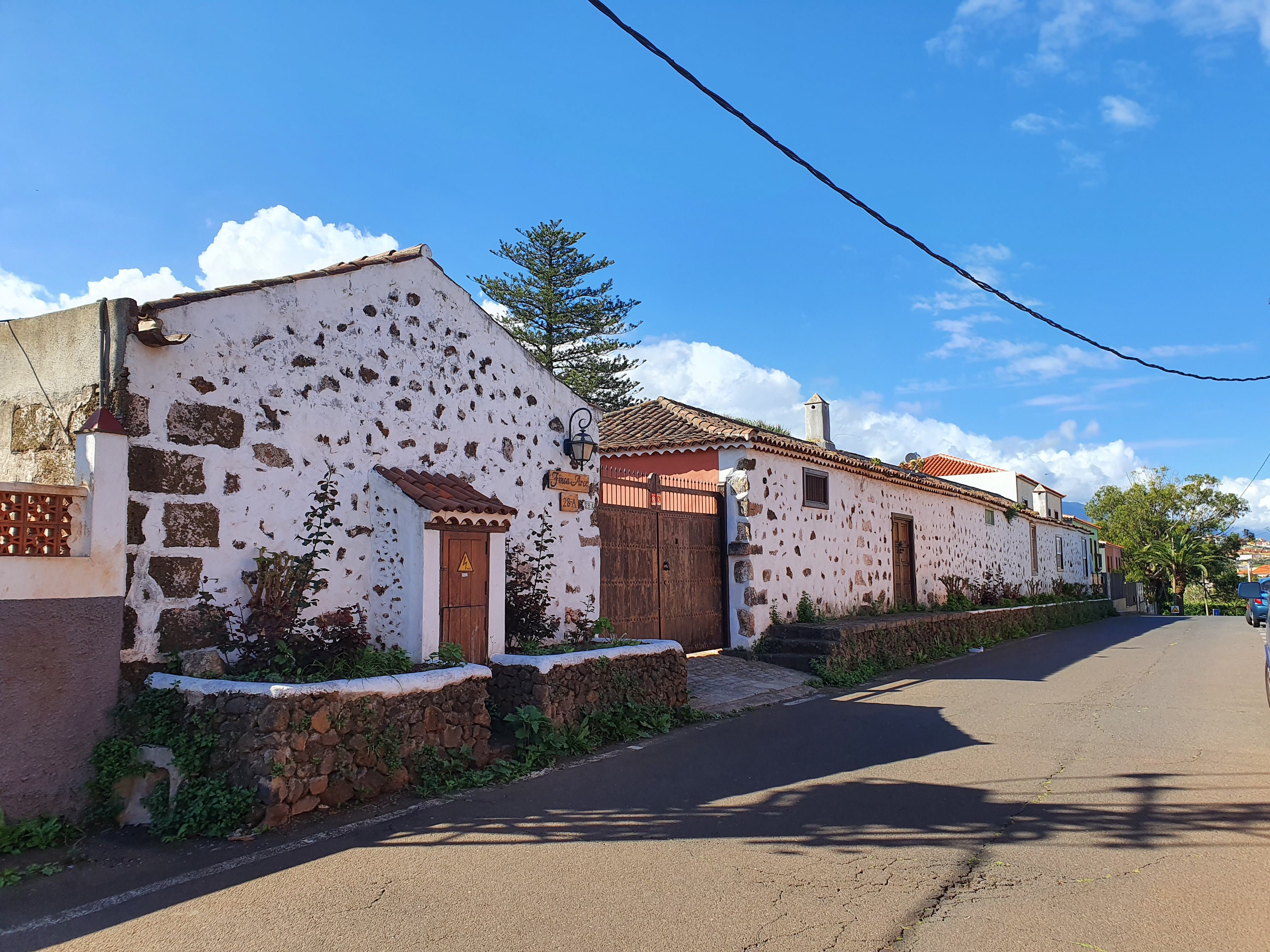
Vista exterior de la Finca de Arce

Era una gran hacienda que se dividió en dos viviendas que ocuparon, según la sabiduría popular, sus propietarias: dos hermanas. La casa, pese a haber sido comprada y rehabilitada por completo como alojamiento rural, conserva algunos elementos arquitectónicos originales, como podemos observar desde el exterior en algunas ventanas, que tienen una apariencia tradicional sin apenas intervenciones. 
Al interior, la arquitectura se desarrollaba en torno a un gran patio, como suele ser habitual en este tipo de construcciones, y la componían diferentes módulos. También podemos atestiguar, gracias a fotografías antiguas, que la hacienda tenía dos pisos y que sus cubiertas eran a dos aguas, cubiertas por teja árabe, al estilo tradicional canario.   Poseía tierras y campos de cultivo alrededor que eran explotados por sus propietarios. En ella se daban las viñas y, especialmente, tomates, además de diferentes actividades ganaderas y relacionadas con la vida en el campo.   En 1965 abrió remodelada como casa rural (Holiday Home Arce).  

#### Finca de Quesada

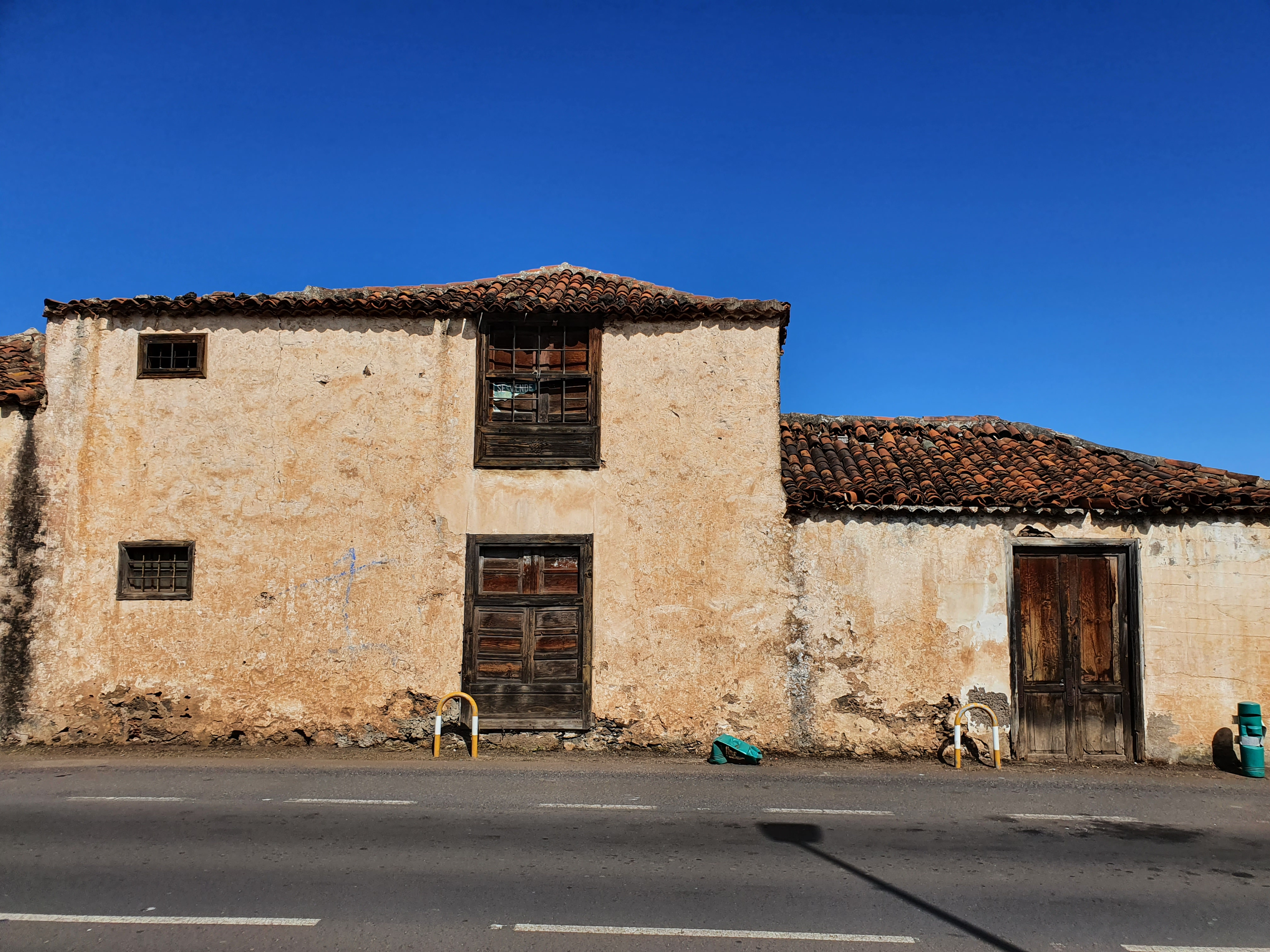
Vista exterior de la Finca de Quesada

Esta finca es conocida en alguna fuentes como Casa Carrucho. Podemos determinar que se trataba de una casa perteneciente a la burguesía nobiliaria, una casa de campo que estas familias solían utilizar como casa de veraneo, en la que además tenían cultivos y explotaciones con los que potenciaban la economía local y propia, al igual que las dos anteriores. Además de sus valores arquitectónicos y etnográficos, debemos señalar que esta finca albergaba la antigua ermita de San José el Nuevo, llamada así porque se construyó con posteridad a la Ermita de  San José que existía en un principio, ubicada en la carretera de Guayonje, en las actuales instalaciones de la Escuela de Capacitación Agraria, la antigua Finca de San José, llamada también “La  Suerte del Marqués”.  La planta de la vivienda es en forma de L, en línea, con predominancia de una altura y dos alturas en la parte de vivienda. Posee distintas cubiertas de dos y cuatro aguas, realizadas con una armadura tradicional de madera y cubierta con teja árabe. Su fachada presenta una distribución de vanos irregular. 
Existe un añadido posterior cercano a la edificación principal, de planta cuadrada: la vivienda del medianero. Esta se intentó hacer siguiendo la misma estética de la hacienda, pero se nota que es posterior por los materiales y técnicas de construcción empleadas.   En cuanto a su sistema estructural, tiene muro de carga de mampostería careada de piedra y cubierta a cuatro aguas con teja árabe. El sistema constructivo de los muros es de tapial con revoco liso con vanos resueltos en carpintería tradicional de madera. Su diseño es eminentemente funcional: como vivienda, almacén y de producción vinícola.   Una de las partes más interesantes es la fachada interior, donde encontramos una galería con pies derechos de madera, donde también podemos observar la presencia de un lagar con su piedra. Esta galería tiene una cubierta inclinada a un agua, cubierta por teja árabe y que supone una continuación de la cubierta de la bodega, que es la habitación en la que se encuentra medio lagar (la otra mitad sobresale por una puerta de hierro y desemboca en la citada galería).

### Arquitectura civil

#### La Plaza de San Jerónimo

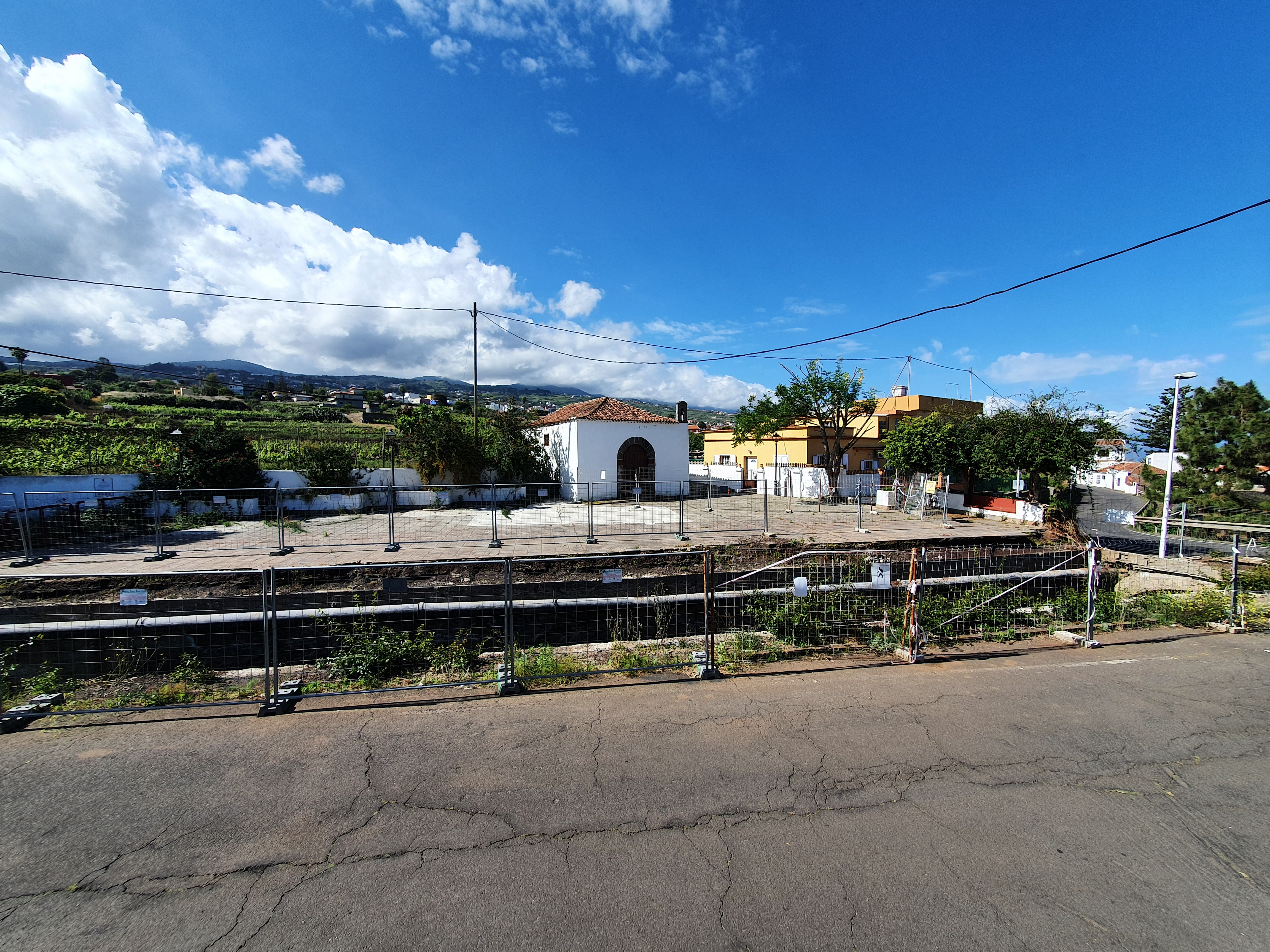
Plaza de San Jerónimo (abril de 2021)

Se trata de una plaza de planta rectangular rodeada por campos de cultivo, atravesada por el barranco de San Jerónimo y ubicada junto al Camino de Los Perales (actual Calle de Los Perales). En uno de sus extremos, se encuentra la ermita de San Jerónimo. Y enfrente el Local Social y la cancha deportiva del barrio.
Según informantes locales, parte de la plaza fue construida por la vecindad de San Jerónimo, de ahí su valor patrimonial y, sobre todo, sentimental para las personas que habitan el barrio. Cuenta la tradición oral que el acceso a la ermita era a través de un sencillo pasillo de cemento que atravesaba el barranco, con lo cual, muchas veces se hacía imposible llegar hasta ella, sobre todo cuando llovía y corría el barranco. Tras informar de esta situación al ayuntamiento en diversas ocasiones y no obtener respuesta a sus demandas, decidieron organizarse y construir la Plaza con los medios de que disponían. 
En el año 2020 se desplomó parte del forjado de la plaza de San Jerónimo, dejando ver el recorrido del barranco a través del barrio. Después de un prolongado proceso de reconstrucción a través de un proyecto impulsado por el Ayuntamiento de Tacoronte, sumando la participación vecinal, actualmente la plaza constituye uno de los principales atractivos del barrio y del municipio, por la forma en que se ha integrado todo el espacio y los recursos del entorno, sobre todo la vieja ermita, el local social y la cancha deportiva.

#### La Alhóndiga

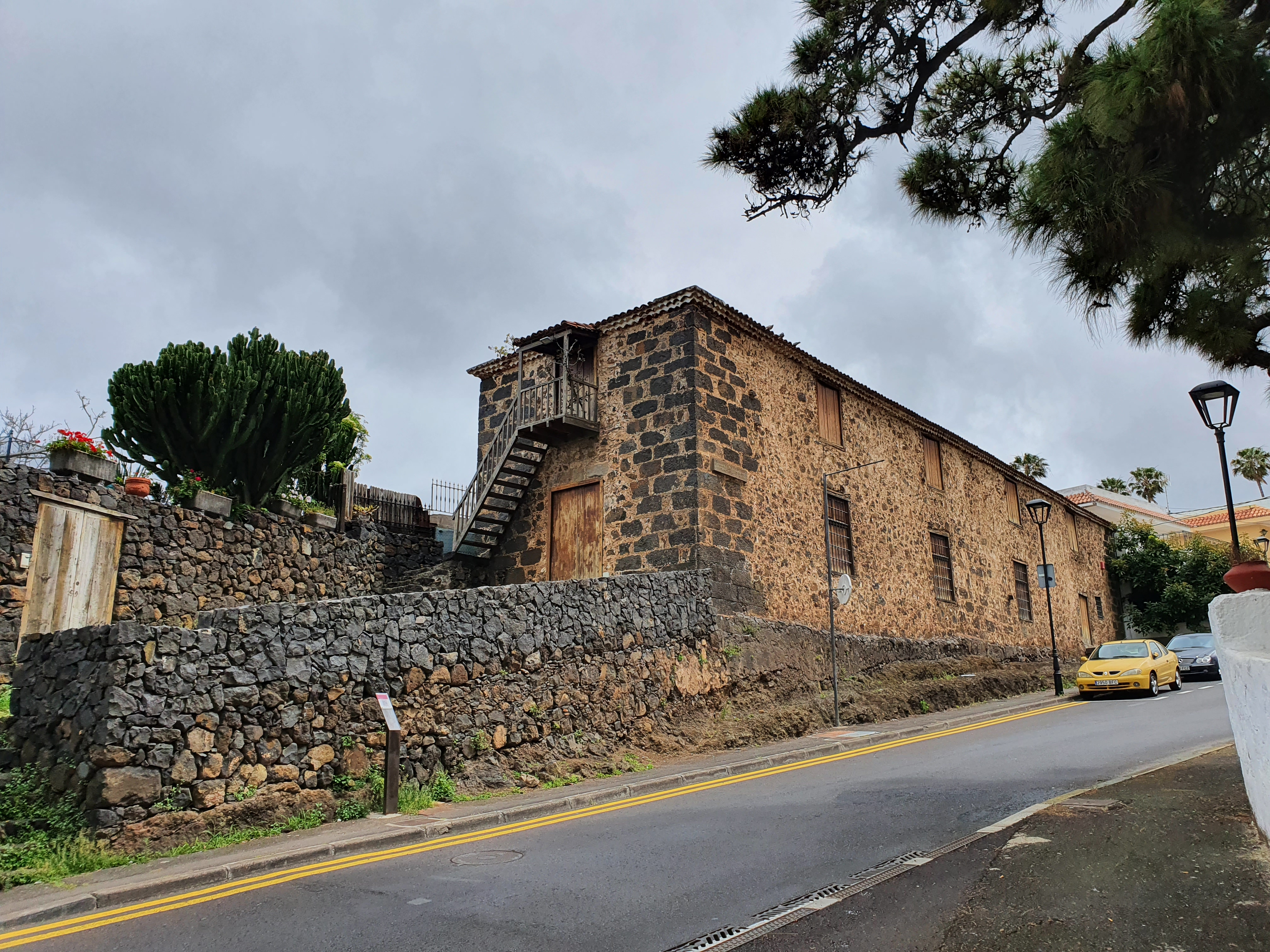
La Alhóndiga de Tacoronte

Esta edificación fue construida en el siglo XVIII como depósito de grano. Su finalidad era custodiar las fanegas de trigo con las que contribuían los vecinos del lugar para los más necesitados del pueblo de Tacoronte, actuando así como Pósito o Arca de la Misericordia. Se trataba, por lo tanto, de un elemento básico para la administración de la comunidad y, específicamente, para el socorro de vecinos y labradores en situación de necesidad. 
Con a la caída del cultivo de cereales a finales del siglo XVIII, esta edificación cayó en desuso como depósito y pasaría a ser utilizada con otros fines como, por ejemplo, cárcel municipal.
Constructivamente, se trata de una edificación longitudinal paralela a la vía, situada frente a los jardines del Calvario. Es de planta rectangular con dos alturas, de las cuales la baja era destinada originalmente para el ganado y la alta como granero.
Su fachada es simétrica, con seis vanos en el alzado longitudinal y dos huecos con escalera de acceso a la planta alta en el testero. Aquí observamos un pequeño balcón de madera de estilo tradicional canario, con escalera de acceso exterior también en carpintería de madera. 
El balcón es muy sencillo: se asienta sobre una estructura de cuatro canes sobre los que se apoya la tribuna del balcón, un antepecho abierto, muy sencillo, a base de listones de madera y vanos rematado por una viga que actúa de baranda para apoyarse. Dos listones de madera sirven de soporte del tejadillo a un agua y cubierto con teja árabe, pequeña prolongación hecha a la manera de la cubierta del edificio.
En cuanto a su sistema estructural, tiene muros de carga y estructura en madera. Está cerrada por una cubierta de par y nudillo a cuatro aguas. Su sistema constructivo es a base de muros de tapial y carpintería de madera. 
Ha tenido relevancia a partir de la década de los setenta del siglo XX, pues en ella se inició un movimiento significativo que fomenta e impulsa la actividad vinícola del pueblo de Tacoronte y de la comarca de Acentejo: un grupo de vecinos creó una asociación para su recuperación y conservación : la Fundación Canaria Alhóndiga de Tacoronte. 
Gracias a ella, esta edificación se conserva, siendo utilizada para realizar diversas actividades culturales y relacionadas con la agricultura y el vino, como el Concurso Regional de Vinos Embotellados de Canarias.
La Alhóndiga también fue declarada como uno de los "islotes" de interés patrimonial con El Real Decreto 3047/80, de 12 de octubre de 1980, publicado en el BOE nº 28 de 02/02/1981 que declaró el Casco de Tacoronte Conjunto Histórico.

#### El Calvario

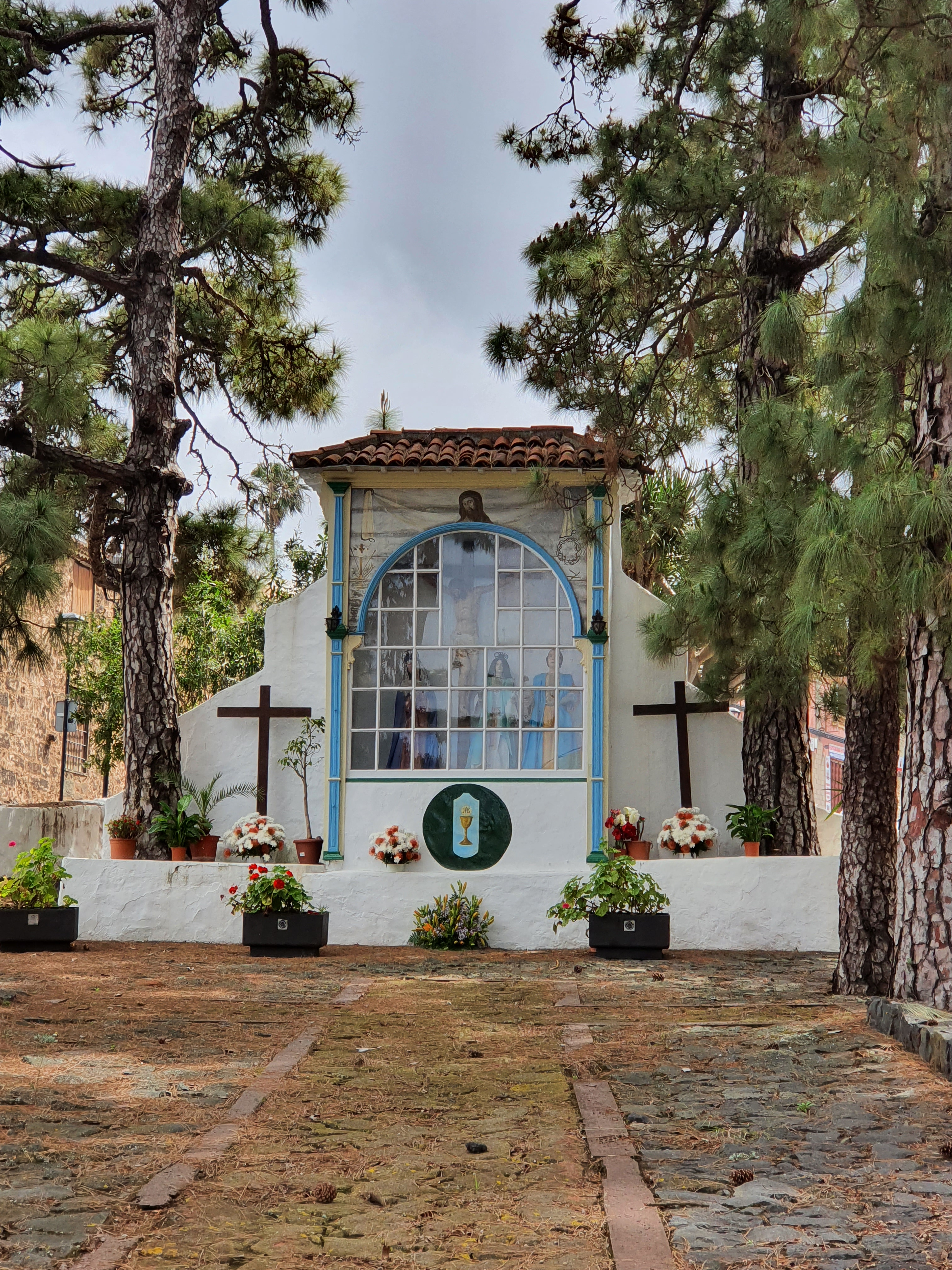
El Calvario, junto a La Alhóndiga

Fue construido durante el siglo XVII como zona de descanso para las procesiones de Semana Santa y para conmemorar el sufrimiento del Cristo en la cruz. Se encuentra junto a La Alhóndiga, formando ambos un conjunto de relevancia etnográfica e histórica para el municipio. 
El Calvario se asienta sobre una isleta de planta triangular. Se encuentra rodeado de pinos que, según algunas fuentes, son vestigios del límite del antiguo bosque que bajaba desde los altos del municipio.
El nicho se encuentra acristalado y en su interior se puede apreciar un conjunto de imágenes: San Juan, La Magdalena y La Dolorosa, ejecutadas por algún artista local de finales del siglo XVII. El Cristo es una imagen moderna que fue donada.
Ha sido y es punto de encuentro y retorno en las procesiones que a lo largo del año tienen lugar en las Iglesias de Santa Catalina y el Cristo de los Dolores, cobrando especial importancia la Semana Santa y La Romería de San Isidro.

### Patrimonio Natural

#### Barranco y chabocos de San Jerónimo
El barranco de San Jerónimo tiene unos 9 kilómetros de recorrido. Nace cerca de la autopista TF-5, junto a la Montaña de la Retama, a 672 m. sobre el nivel del mar, en la Cordillera Dorsal (Barrio de Lomo Colorado); discurre entre pequeños núcleos de población dispersos pertenecientes al municipio de Tacoronte, uno de ellos, el barrio de San Jerónimo. 
Es cuando pasa por las inmediaciones de Guayonge cuando se precipita bruscamente y con grandes saltos por una garganta muy estrecha, dentro del Espacio Protegido de la Costa de Acentejo. Desemboca en la Playa del Camello, abierta al Océano Atlántico y formada por grandes bloques de rocas.
El barranco de San Jerónimo tiene una gran importancia para el barrio porque era en su cauce donde se formaban los célebres Chabocos: cavidades naturales (huecos o hendiduras) producidas por efecto de la erosión que, cuando llovía, daban lugar a grandes charcos en los que se realizaban diferentes actividades como lavar la ropa, labor que realizaban las mujeres, lavaban en compañía de muchas otras y para entretenerse cantaban, se contaban chistes y hablaban de su día a día. Como se tardaba tanto, llevaban la comida para pasar el día lavando.
Constaba de tres fases: enjuague, enjabonado y aclarado. Se usaban piedras de jabón y gallinaza para quitar las manchas; y después del lavado, la ropa se dejaba secar encima de la vegetación o en las piedras del entorno. 
También eran utilizados como abrevadero de animales (o incluso, según la sabiduría popular, de personas, ya que el agua del barranco corría limpia cuando llovía y la que se quedaba en los charcos era potable.), etc. En algunas ocasiones se encauzaba esta agua hacia cultivos para su regado. El cauce también servía de lugar de juego y baño para los más jóvenes del barrio.
En épocas pasadas, el vecindario se encargaba de quemar la hierba para mantener el paso del barranco por el barrio limpio, creando sus propias escaleras de tierra para moverse a lo largo y ancho de su cauce. Del barranco también se extraía arena y revuelto de tierra y piedras destinado a la construcción de viviendas. El barranco también tiene importancia etnográfica, ya que, a través de la ruta de su cauce, subían las pescadoras de El Pris para intercambiar y vender alimentos.
Cuando cobraban gran importancia era en las Fiestas Patronales del barrio.

#### Drago de Don Lucio

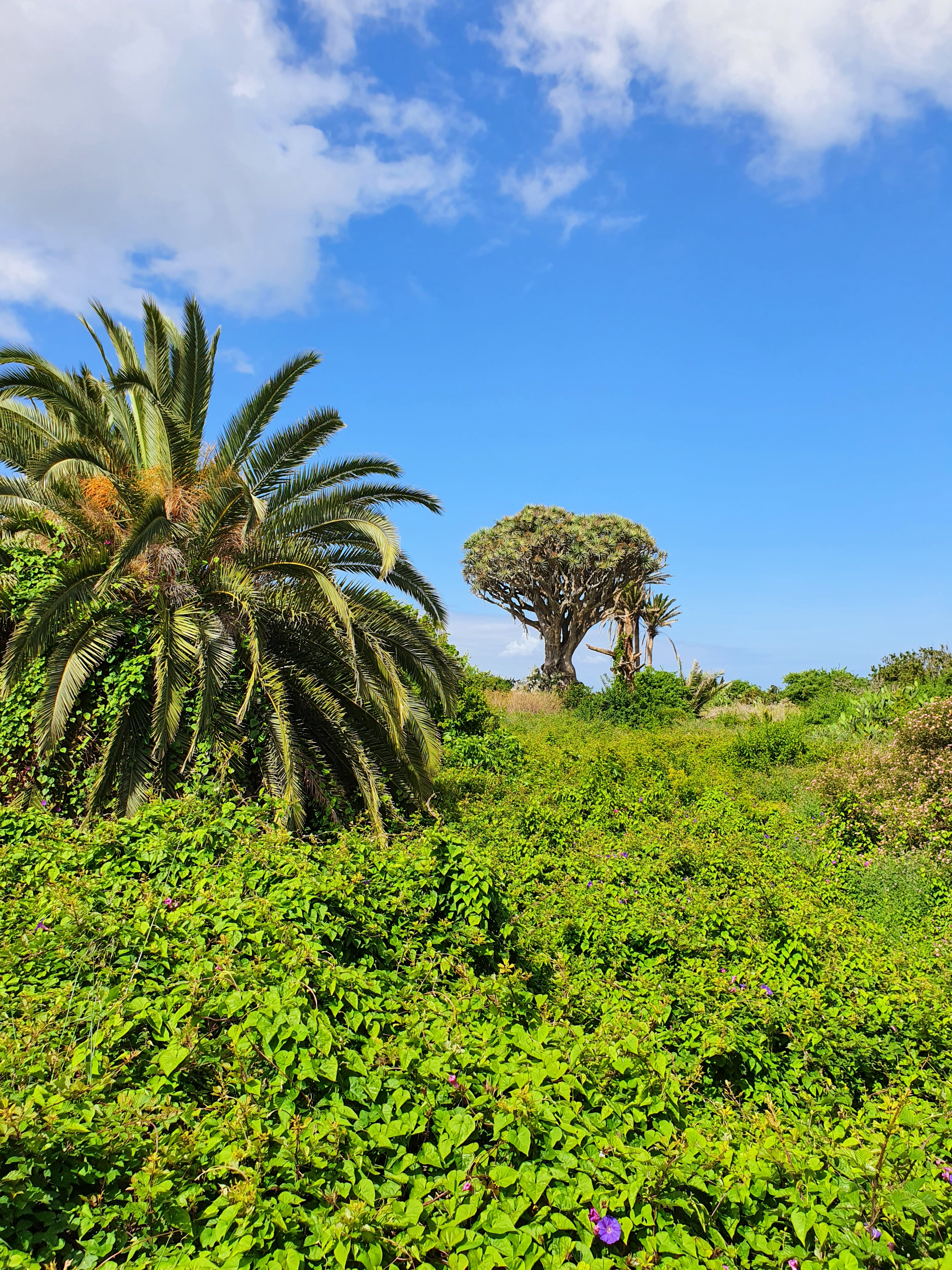
Drago de Don Lucio visto desde la Calle de Los Perales

El Drago de Don Lucio (Dracaena draco) se encuentra al borde la Hacienda o Finca de Don Lucio, en la calle de Los Perales, siendo visible desde esta. 
La altura del ejemplar es de 10'6 metros, y tiene un perímetro de 682 cm. 
Con 16-20 ramificaciones se cree que tiene 330 años de edad. Está hueco, ya que en su momento se desgajó una gran rama. Es uno de los dragos viejos mejor conservados de la isla. Su copa está bastante descargada y tiene las ramas casi verticales, lo cual es síntoma de buena salud. Tiene pocas raíces aéreas, algo muy raro en ejemplares de tanta edad, lo cual también indica que se encuentra en buen estado. El tronco presenta un gran hueco por la base, abierto por el lado sur. En la ramas y el tronco tiene cicatrices de antiguas incisiones realizadas, probablemente, para sangrarlo, y algunos clavos viejos. Da la impresión de que hace mucho tiempo, tal vez más de un siglo, perdió una gran rama.

### Patrimonio etnográfico

#### Los caminos tradicionales
Tacoronte fue uno de los nueve menceyatos en los que se dividió la isla de Tenerife en época prehispánica. 
La zona del Acantilado de Acentejo fue un importante núcleo de población aborigen. La principal actividad que estos realizaban era el pastoreo, y una de las zonas de pastos en la que podían concentrar su actividad es donde hoy se encuentra San Jerónimo.   
En Tacoronte existían tres rutas de importancia por su trascendencia histórica. Una de ellas es el Camino de Los Perales, llamado antiguamente el Camino de Los Guanches en la zona de costa, que comunicaba el Macizo de Anaga, a través de Tejina y Tegueste, con los Acantilados de Acentejo, donde anteriormente hemos señalado que existía un importante núcleo poblacional aborigen.

##### El Camino de Los Perales
El camino comienza en Santa Catalina, en el barranco de Guayonje, y termina en la zona de El Consumo (Carretera de El Boquerón). 
Se trata de una de las vías de comunicación tradicionales más extensas de la isla: era el camino que comunicaba la Punta del Hidalgo con el Norte de Tenerife. 
Su denominación puede responder, o bien al apellido de alguno de los nuevos pobladores tras la conquista (ya que “Perales” era apellido de nobles), o bien a que hubiera cultivos de este árbol frutal por la zona. Era utilizado por los guanches para sus desplazamientos y, cuando llegaron los conquistadores, estos iniciaron las labores de mejora para su tránsito. Tras estas mejoras, comenzó a destacar por su anchura, la cual lo hacía idóneo para el paso de animales de carga, carros, carretas y, más tarde, vehículos de mercancías. A ambos lados del camino se desarrollaba una importante actividad agrícola que, aún en la actualidad, se mantiene en algunos puntos. 
No existe constancia de que se tratara de un camino real, pero, por sus características, importancia y antigüedad, todo hace suponer que sí.

### El Callejón Grande

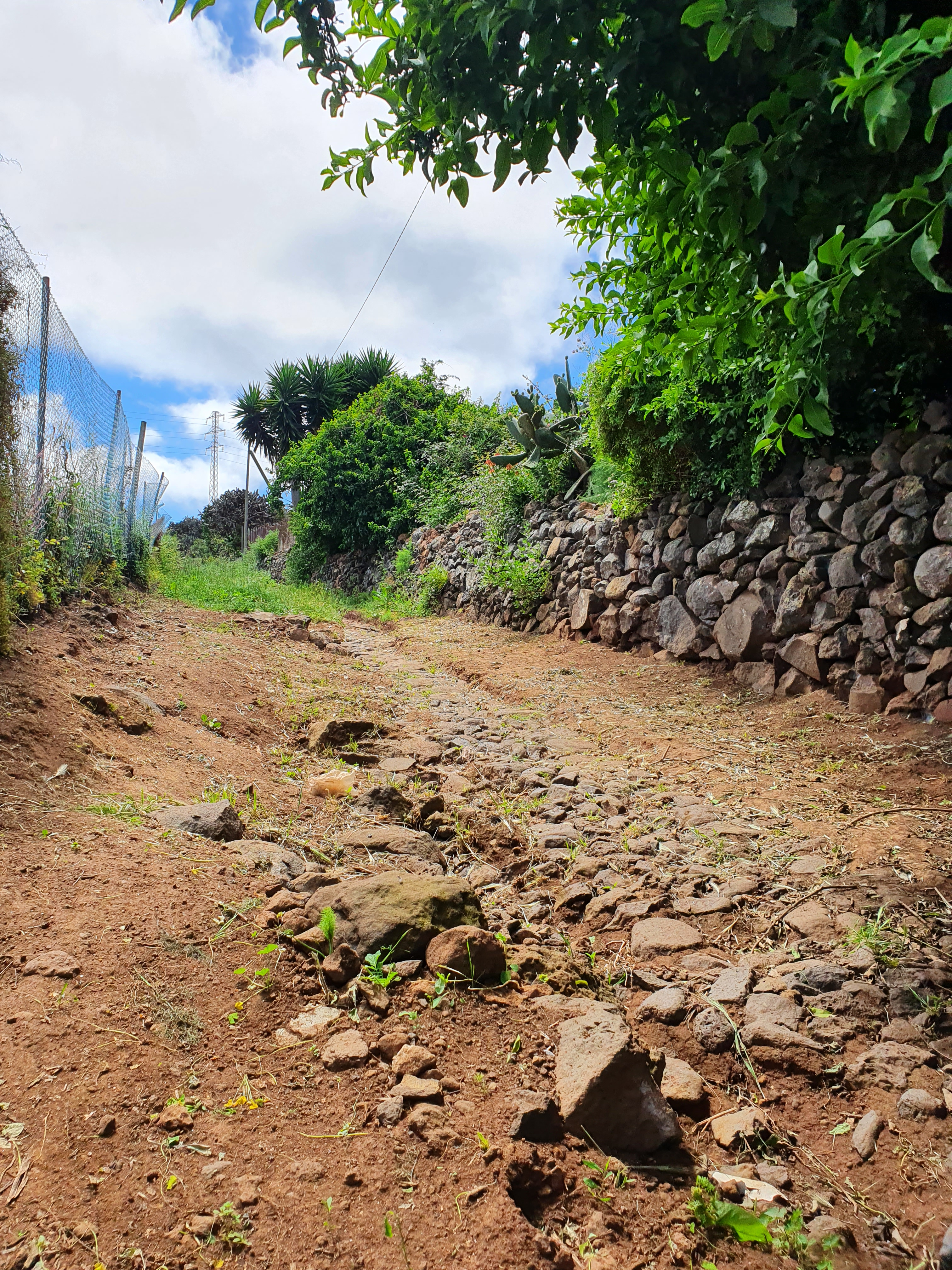
Tramo del Callejón Grande

Vía de comunicación que formaba parte del Camino de los Perales. 
Se trata de una calle de 171 metros de longitud y una anchura media de 3,5 metros que conecta el barrio de San Jerónimo con la Carretera General de Tacoronte y con el Camino del Calvario, principal vía de comunicación del barrio desde tiempos inmemoriales con La Villa de San Cristóbal de La Laguna.   
Mantiene algunos de sus elementos originales: albarradas (muros de piedra seca construidos al modo tradicional, sin argamasa), empedrado, chabocos en su paso por el barranco de San Jerónimo, etc. Linda con varias fincas de cultivo, y en él podemos encontrar diferentes especies vegetales que suponen vestigios de la existencia de un antiguo bosque termófilo.   
Históricamente, el uso del Callejón Grande puede tener su origen en los desplazamientos que los guanches realizaban desde la costa hasta la cumbre. Después de la conquista se mantuvo su uso, convirtiéndose desde el siglo XV al XIX en una vía de importancia en la red de caminos del Nordeste de Tenerife por disponer de ancho suficiente para el paso de carretas. Por ello, aparece con la denominación de “Camino Carretero” en varias fuentes. Además, fue testigo del paso de personas dedicadas a oficios tradicionales (pescadoras, lecheras, carboneros o leñadores), así como de actividades de transhumancia y el paso de animales como camellos o mulas.   
Su deterioro comenzó entrado el siglo XX, coincidiendo con la mejora de las comunicaciones en las islas y la transformación económica. Por un lado, se construyó la carretera de Tacoronte a Tejina, lo que provocó que los vehículos prefirieran transitar por ella al tratarse de una vía más suave, directa y con menos curvas; por el otro, la desaparición de los oficios tradicionales y el descenso de la actividad ganadera, hizo que caminos tradicionales como este fueran cayendo en desuso.  
Por todo ello, el Callejón Grande fue perdiendo poco a poco su funcionalidad y cayendo en el olvido: la antigua vía fue en gran parte asfaltada y se llenó de vegetación salvaje.  En el año 2016, la Asociación Vecinal “El Chaboco” de San Jerónimo promovió la recuperación de este camino de alto valor patrimonial organizando a los vecinos y vecinas para realizar labores de cuidado comunitario que despejaran la vía y la hicieran transitable de nuevo. Esto supuso un primer paso para la recuperación de su uso como vía pública de conexión con la carretera general y centro del municipio, y el añadido de otros nuevos usos, más acordes con los nuevos hábitos de nuestra sociedad: convertirse en un lugar de encuentro para actividades recreativas y deportivas, fomentando hábitos saludables y activando la vida comunitaria.   
Así, el Callejón Grande se ha convertido en un hito patrimonial de referencia para San Jerónimo, además de ser símbolo de cuidado comunitario del Patrimonio. Actualmente supone uno de los proyectos de (proto)custodia del territorio reconocido por el Cabildo de Tenerife.

#### Los Chorros de abasto

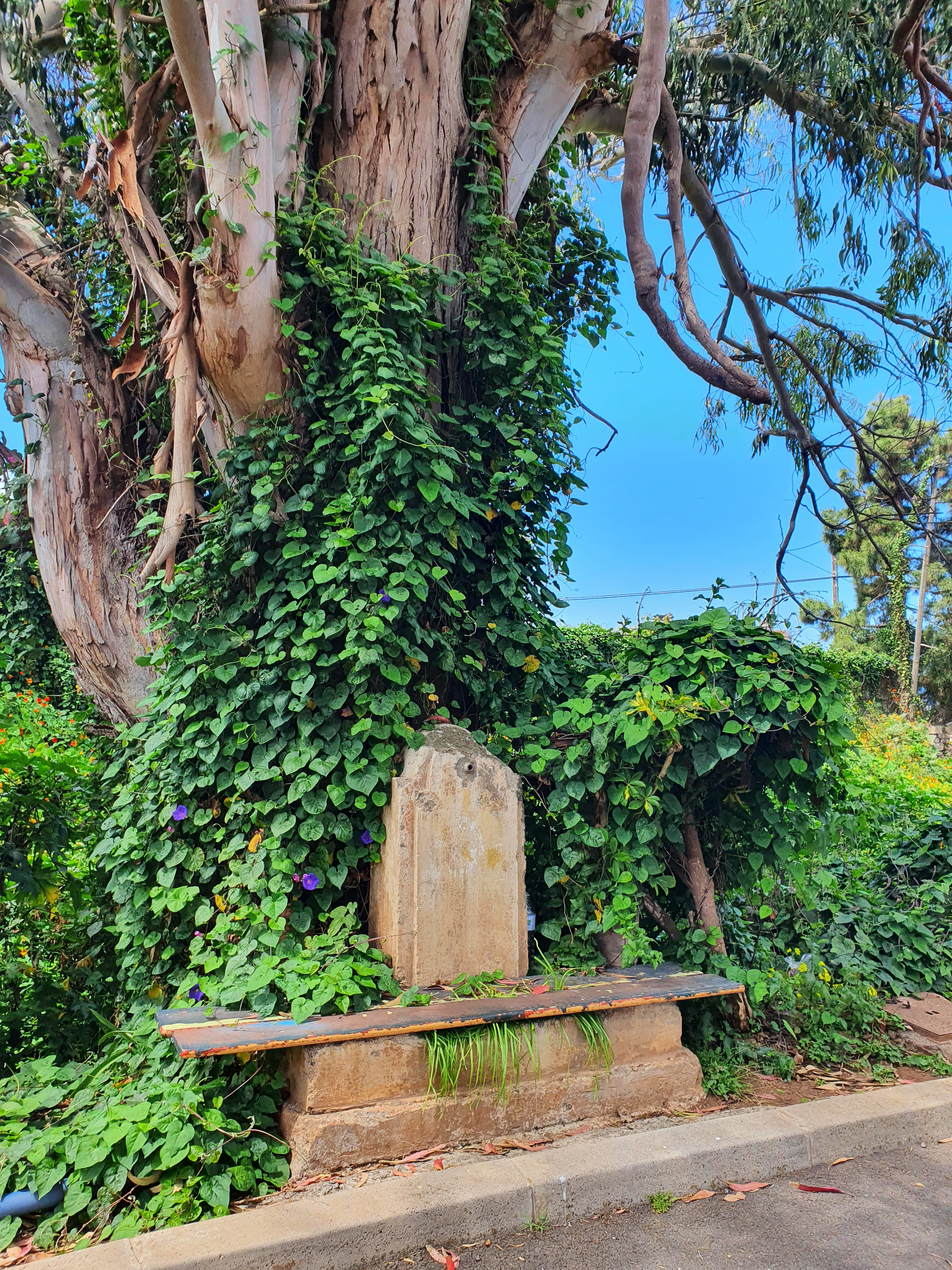
Uno de los chorros de abasto de San Jerónimo

Los chorros de abasto son infraestructuras hidráulicas ubicadas en puntos estratégicos de barrios y municipios para facilitar el abastecimiento de agua potable a los habitantes de los núcleos poblacionales. 
Se trataban como un punto de encuentro utilizado por la vecindad para ir a coger agua o a limpiar. En San Jeronimo existen dos: uno junto al Barranco  y otro en el cruce con la Calle Malcontento.  
En cuanto a su descripción formal, el que está junto al Barranco de San Jerónimo tiene una doble base rectangular, escalonada, de mampostería. Sobre ella se levanta una pieza monolítica rectangular que culmina en una forma semicircular (también de mampostería). Esta tiene un orificio de salida del agua al que, probablemente y observando la rosca de su interior, le falte una pieza que se haya perdido.   
El del cruce está medio enterrado en el asfalto. Solo se encuentra visible su parte superior, con las mismas características formales que el anterior.  

## Sociedad
San Jerónimo cuenta con una Asociación Vecinal https://www.facebook.com/chabocosanjeronimo/?ref=bookmarks constituida en 1999 con la denominación de El Chaboco. Dicha organización fue reactivada en 2016, con el objetivo de contribuir al desarrollo comunitario del barrio. Asimismo, funciona desde hace años una Comisión de Fiestas que promueve y organiza la festividad de San Jerónimo, a finales del mes de septiembre, durante la cual se desarrollan distintos actos culturales, sociales y religiosos.

### Local Social

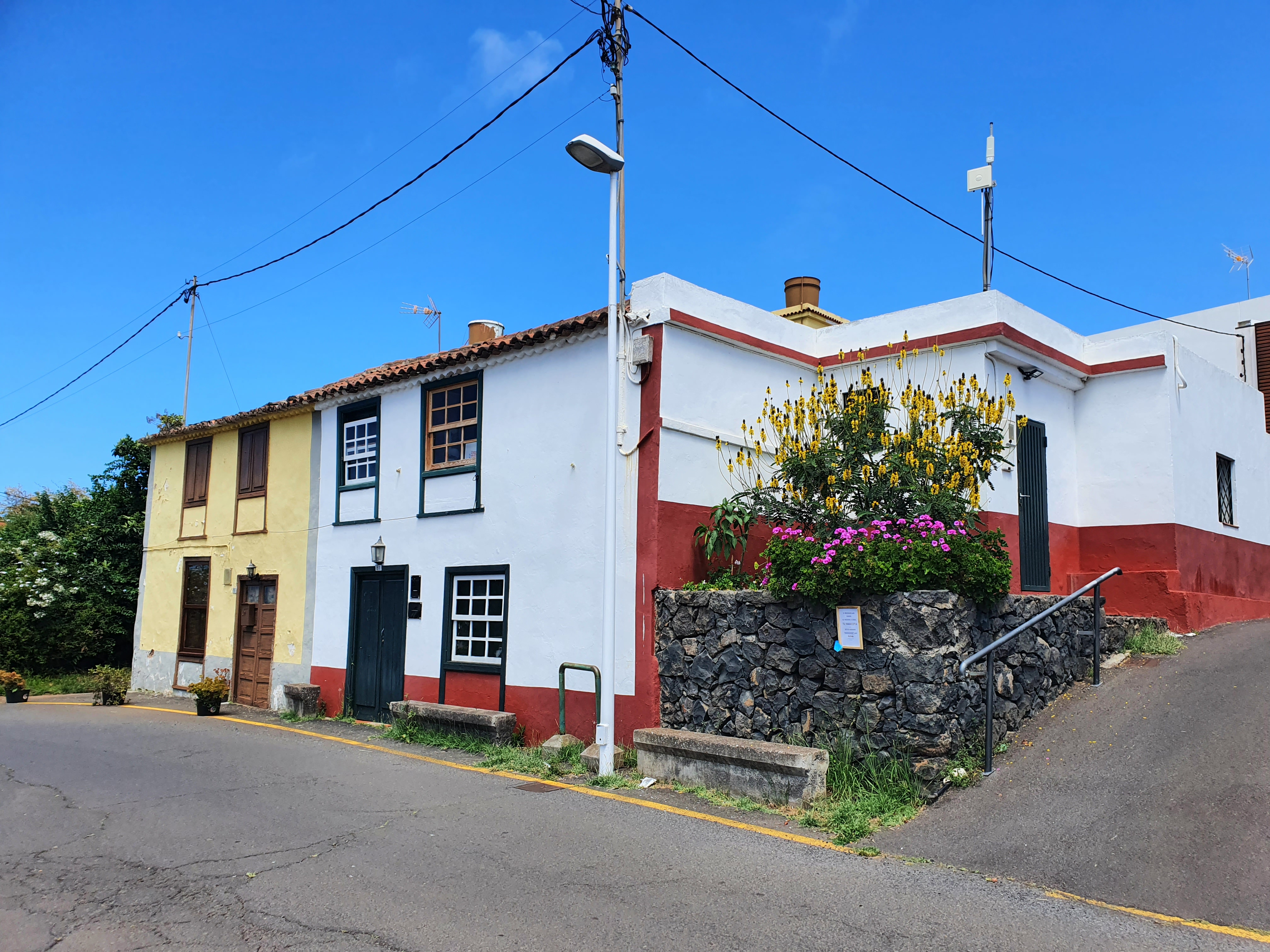
Local Social del Barrio de San Jerónimo

Se trata de una casa de estilo tradicional canario de dos plantas, construida con mampostería y carpintería de madera. Desde fuera se advierte que es un inmueble único que, con el paso del tiempo y los cambios de propietarios, se ha dividido en dos viviendas.
En la fachada del actual local social observamos cuatro vanos repartidos más o menos de manera simétrica. En la planta baja, el acceso es a través de una puerta sencilla, rectangular y de doble hoja de madera abatible, con un gran cuarterón rectangular en cada una de ellas a modo de decoración. A su lado, una ventana de guillotina, bicolor y con un antepecho. Este mismo sistema de ventana se repite en los dos vanos de la parte superior. La techumbre es a dos aguas, cubierta con teja árabe. Al interior podemos observar el techo a base de vigas de madera, empleando la técnica del par y nudillo.
Según la sabiduría local, se trataba del domicilio particular del labrador que se dedicaba a trabajar diferentes terrenos en San Jerónimo. Los labradores proliferaban por los núcleos vecinales de Tacoronte debido al establecimiento de los grandes hacendados en sus fincas (la de Arce o la de Don Lucio). Ellos, junto a los labriegos, los servidores y medianeros eran los encargados del mantenimiento de estos espacios. Este era el principal modo de vida que conocían y motor de su economía.Según el testimonio de los vecinos, este vivía en la casa junto a su mujer y sus cuatro hijas. La planta alta, a la que se accede a través de la escalera lateral, donde actualmente se encuentra el local social, era la habitación principal que se dividía en diferentes estancias mediante sacos de arpillera. 
En la parte baja, donde actualmente se realizan talleres municipales, se situaba la cocina de la vivienda. También hemos podido saber que donde se ubica actualmente la cancha anexa, había diferentes infraestructuras para la estancia de los animales que poseía el labrador: cuadras, etc. 

## Planeamiento Urbanístico
El ámbito de San Jerónimo Los Perales cuenta con una Revisión Parcial dentro del Plan General de Ordenación (PGO) de Tacoronte. Esta revisión parcial fue sometida a Evaluación Ambiental Estratégica en el año 2013.
El terreno que compone el barrio de San Jerónimo esta principalmente conformado por suelo rústico de protección agrícola, de que aprovechan para potenciar actividades destinadas a la agricultura, a la ganadería, el pastoreo u otros usos. Un elemento importante del barrio es la presencia de la Escuela de Capacitación Agraria de Tacoronte. Por otro lado encontramos suelo urbano consolidado, el cual se reserva para usos de carácter residencial, comercial, turístico, equipamientos, dotaciones o zonas verdes.
La Revisión Parcial establece las condiciones precisas para habilitar la implantación de un equipamiento deportivo de primer nivel: una escuela de golf privada, de uso público, con una superficie total de 146.674 m².

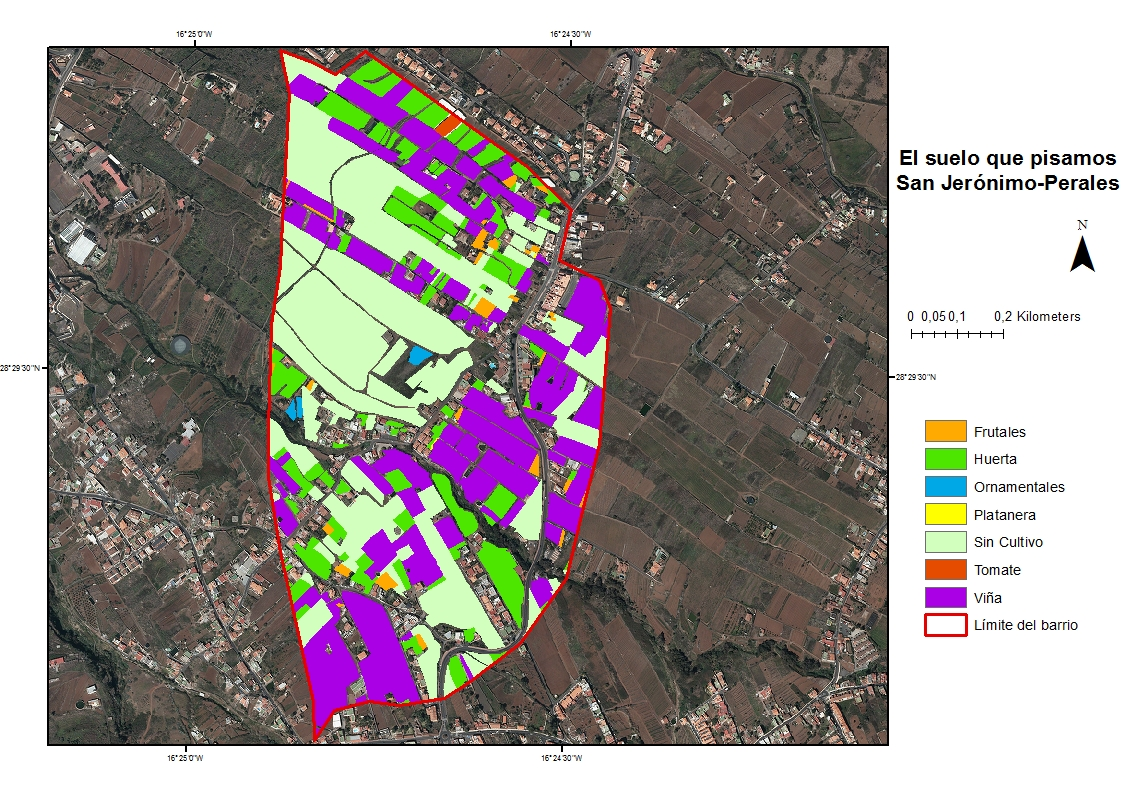
Mapa de cultivo del barrio de San Jerónimo

### Cultivos
Dentro del suelo rústico podemos diferenciar siete categorías, que indican a qué están destinadas las distintas parcelas de tierra. La categoría con mayor extensión es la de sin cultivo, terrenos abandonados que cuentan con 26 hectáreas. La segunda categoría más extendida es la viña con casi 21 hectáreas, seguida por las huertas, con 9 hectáreas, aunque con el mayor número de parcelas (136). Solo estas tres categorías ocupan más del 97% de los terrenos del barrio, mientras que el resto se destinan a otras categorías, como frutales sobre todo de cítricos, plantas ornamentales, tomate y platanera, siendo esta última la de menor extensión con tan solo 154,45 metros cuadrados. Más concretamente entre los cultivos encontramos higueras, almendros, naranjeros y limoneros, nispereros, aguacateros, morales, durazneros, incluso olivos de que producen aceite en el propio barrio.